# فهرست کوه‌های استان آذربایجان شرقی
کوه‌های استان آذربایجان شرقی و استان اردبیل، قرار گرفته در بخش‌های مختلف این دو  استان در اینجا فهرست شده‌اند.

## کوه‌های مرکزی

### سهند
در بخش مرکزی استان آذربایجان شرقی و در جنوب تبریز واقع شده‌است.
1. قوچ‌گولی داغ (کمال)۳۷۰۷ متر
2. بزداغی(آلاداغ) ۳۶۲۸ متر
3. تیغه  ۳۶۱۳ متر
4. دمیرلی داغ ۳۶۰۵ متر
5. آق‌داغ (لیقوان) ۳۵۸۳ متر
6. حرم داغ ۳۵۶۲ متر
7. جام داغی ۳۵۴۸ متر
8. گیروه داغی (۱) ۳۵۳۴ متر
9. سهند ۳۵۲۸ متر
10. گیروه داغی(۲) ۳۵۲۴ متر
11. سلطان داغ ۳۴۵۱ متر
12. عُمر داغی ۳۴۳۹
13. زینکی داغی ۳۴۰۳
14. توراغایی ۳۴۰۱ متر
15. ورَزَن داغی ۳۳۹۹ متر
16. قارمیش ۳۳۸۸ متر
17. میدان داغ ۳۳۸۱ متر
18. بایندر گیروه سی ۳۳۷۹ متر
19. تندیرلی ۳۳۷۶ متر
20. چوبان داغی ۳۳۵۸ متر
21. قوجا داغی ۳۳۴۸ متر
22. آختا ۳۳۳۴ متر
23. یُهرلی ۳۳۲۹ متر
24. قانشار داغی ۳۳۱۹ متر
25. لیقوان گیروه سی ۳۳۱۵
26. جَیَن داغی ۳۳۱۵ متر
27. کولوهلی ۳۳۰۷ متر
28. گئچی قالاسی ۳۳۰۵ متر
29. زری داغ ۳۲۹۵ متر
30. نال تکن ۳۲۷۹ متر
31. آرخاش داغی ۳۲۷۴ متر
32. گوزل بولاغی ۳۲۶۸ متر
33. شرشرداغ ۳۲۳۹ متر
34. پولوهلی ۳۲۳۶ متر
35. چشمه آخان ۳۲۳۲ متر
36. کمال داغی (لیقوان) ۳۲۱۹ متر
37. علی‌وردی داغ ۳۲۰۸ متر
38. توپراخلی داغی ۳۱۸۴ متر
39. بهادر داغی ۳۱۸۱ متر
40. درویشلر ( ۲ قله کنار هم ) داغلاری ۳۱۷۷ متر
41. نوئورداغ ۳۱۳۸ متر
42. قوناخ گورمز ۳۱۳۵ متر
43. آرا داغ ۳۱۳۲ متر
44. شیله سر ۳۱۱۹
45. چاخ چاخ داغی ۳۱۱۷ متر
46. شرف داغی ۳۱۰۸ متر
47. قیزیل داغی ۳۰۵۷ متر
48. مُتال داغ ۳۰۵۳ متر
49. یانئخ داغ ۳۰۴۷ متر
50. شاه نظر ۳۰۴۵
51. شکر داغی ۳۰۳۲ متر
52. ناخیرداغی ۳۰۲۸
53. دودانلو ۳۰۱۲ متر
54. آت داغی ۳۰۰۲ متر
55. بویوک داغ ۲۹۸۲ متر
56. اروانه داغ ۲۹۴۹ متر
57. آغ داغ(هشترود) ۲۹۴۷ متر
58. چماقلو ۲۹۱۹ متر
59. قاباق داغی ۲۹۱۵ متر
60. قارقالان ۲۹۱۲
61. سِهرین داغی ۲۹۰۲ متر
62. اولیاء،چیچکلی(چنار)داغی ۲۸۵۹ متر
63. اوچ قیزلار داغی ۲۸۴۳ متر
64. قوزی جاق ۲۸۳۲ متر
65. قیلیش قیه ۲۸۳۱ متر
66. اوریان داغی ۲۷۹۳ متر
67. داش آخان ۲۷۸۴ متر
68. جناق داغ ۲۷۸۲ متر
69. اجاق داغی ۲۶۳۱ متر
70. سیران داغی ۲۶۳۱ متر
71. بامبلی ۲۶۳۱ متر
72. یلی قیه ۲۶۳۰ متر
73. کرکس یا گل گز ۲۶۲۶ متر
74. سامانچی داغی ( عجبشیر) ۲۶۲۰ متر
75. شاوان داغی ۲۶۱۹ متر
76. قبله‌داغ ۲۵۲۱ متر
77. بلیندی ۲۵۳۳ متر
78. دیاگی ۲۵۲۲ متر
79. آلمالو گولی ۲۴۶۱ متر
80. کهلیکچی ۲۴۴۳ متر
81. سامانجی ( آذرشهر و متفاوت با سامانجی عجب شیر) ۲۴۳۸ متر
82. قطور داغی ۲۴۲۶ متر
83. سیاه پوش ۲۴۱۷ متر
84. چناق گولی ۲۳۴۷ متر

## کوه‌های شرقی

### سبلان
در مرز استان آذربایجان شرقی  سراب و استان اردبیل قرار گرفته‌است.
1. سلطان ساوالان ۴۸۱۱ متر
2. هرم (۲) ۴۶۱۲متر
3. هرم (۱) ۴۵۹۸متر
4. هرم (۳) ۴۵۸۶ متر
5. کسری داغ ۴۵۷۳ متر
6. آیی داغی ۴۵۰۴ متر
7. بالا ساوالان ۴۴۰۴ متر
8. یاپراخ داغ ۴۳۸۴ متر
9. گونشلی داغی ۴۳۱۷ متر
10. قره داشلی ۴۲۳۰ متر
11. جنوار ۳۹۶۱ متر
12. نعوتدی ۳۸۹۵ متر
13. قره گونی(قوشالار) ۳۸۸۴ متر
14. حاج زال ۳۸۸۴ متر
15. قزل بره جنوبی ۳۸۳۷ متر
16. ککیللی قیه  ۳۸۳۳ متر
17. قزل داغی ۳۸۳۱ متر
18. جوت باجی ۳۸۲۷ متر
19. میر وردی داغی ۳۷۹۴ متر
20. ککیل داغی ۳۷۷۷ متر
21. بزداغ ۳۷۷۴
22. تکله ۳۷۵۶ متر
23. بالاخان داغی ۳۷۴۱ متر
24. بابامقصود ۳۷۰۵ متر
25. آلادین ۳۷۰۱ متر
26. هزار میخ ۳۶۹۸ متر
27. قالاداش ۳۶۹۲ متر
28. قیغ دورماز ۳۶۶۵ متر
29. قزل بره شمالی ۳۶۱۷ متر
30. آیقار ۳۶۱۵ متر
31. هیکل داغی ۳۵۵۶ متر
32. قره بورون ۳۴۷۴ متر
33. ساری گونی ۳۳۶۴ متر
34. ساری کوهور ۳۳۴۰ متر
35. گونش یر ۳۳۲۰ متر
36. هاچا داغی ۳۲۹۵ متر
37. قطور داغی ۳۲۸۳ متر
38. چاخاناخ شوشی ۳۲۲۷ متر
39. چال داغی ۳۱۴۹ متر
40. طاووس داغ ۳۱۴۰ متر
41. قیسیر داغی ۳۱۲۵ متر
42. نرمیق ۳۱۰۵ متر
43. الچلی داغی ۳۱۰۰ متر
44. ایلانجوق ۲۶۹۵ متر

### بزقوش
در جنوب شهرستان سراب و در شمال شهرستان میانه و  واقع شده‌است.
1. بزقوش(آغ داغ)(ساریمساقلی) ۳۲۹۸ متر
2. پلو داغی ۳۲۴۳ متر
3. قیسیر ۳۲۲۸ متر
4. شالقون ۳۱۸۱ متر
5. بایدی قولی ۳۰۹۶
6. بیلاردان ۳۰۵۸ متر
7. تیرچایی ۳۰۳۲ متر

## کوه‌های شمالی

### ارسباران (قره‌داغ)
در محدودهٔ شهرستان‌های اهر، هریس، ورزقان، هوراند ،  مرند ،  جلفا   و  کلیبر  قرار گرفته‌است.
1. سامبران
2. سلطان جهانگیر ۳۲۶۵ متر
3. سلطان سنجر ۳۱۷۶ متر
4. کمکی داغ یا کمچی (کیامکی) ۳۳۵۸ متر
5. قانلی داغ ۳۲۷۳ متر
6. قلنج داغی ۳۲۰۱ متر
7. زیدر داغی ۳۱۶۶ متر
8. قوشاداغ(یای قاری) ۳۱۴۱ متر
9. محمد صلاح داغی ۳۰۹۵ متر
10. جله داغی ۳۰۹۱ متر
11. جم داغی ۳۰۷۶ متر
12. قصبه(کسبه) ۲۹۶۰ متر
13. سرپه دره ۲۹۴۱ متر
14. هشته سر ۲۹۳۷ متر
15. زینقانلو ۲۸۹۸ متر
16. قلندران باشی ۲۸۸۹ متر
17. آیناخلی ۲۸۷۸ متر
18. آغداش (ایری داغی) ۲۸۵۸ متر
19. مشک عنبر(آرا یورد داغی) ۲۸۵۲ متر
20. پیر داغی ۲۸۴۸ متر
21. پُشته باشی ۲۸۳۷
22. قاباخ تپه ۲۸۰۷ متر
23. پیرسقا ۲۷۸۸ متر
24. قان قاللی ۲۷۴۸ متر
25. سایگرام داغی ۲۷۴۷ متر
26. گوروش داغی ۲۷۳۷ متر
27. سئحراما داغی ۲۷۳۲ متر
28. قیزیللی داغی ۲۷۳۵ متر
29. چانقل داغی  ۲۷۲۵ متر
30. آناهیتا ۲۷۱۷ متر
31. توپ خانا ۲۷۰۵ متر
32. شیور ۲۶۶۲ متر
33. دره‌ریز ۲۶۰۰ متر
34. موغیئتی ۲۵۹۸ متر
35. قازان داغ ۲۵۷۲ متر
36. یاریم جان ۲۵۳۲ متر
37. آق‌داغ(گویجه بل) ۲۴۹۸ متر
38. قره‌گوز ۲۴۱۵ متر
39. قئچی قیران ۲۴۱۵ متر
40. بوغدا داغی ۲۳۵۰ متر
41. جمهور (قلعه بابک) ۲۳۰۰ متر
42. قارلیجا ( هادیشهر ) ۲۲۸۳ متر
43. دیوان داغ ۲۲۵۷ متر
44. کمتال(بزداش) ۲۱۲۳ متر
45. گئچی قلعه‌سی ۲۰۵۰ متر
46. گئچی قالاسی(پلو داغی) ۱۸۰۰ متر

### موروداغ
در محدودهٔ شهرستان‌های تبریز، شبستر و بستان‌آباد واقع شده‌است.
1. تک‌آلتی ۲۶۲۷ متر
2. دند ۲۳۹۱ متر
3. بهلول ۲۲۲۲ متر
4. پیرموسی ۲۲۱۰ متر
5. خواجه مرجان ۲۲۱۰ متر
6. چله خانا ۲۱۸۹ متر
7. آیدین داغی ۲۱۰۶ متر
8. عینالی(عون بن علی) ۱۸۰۳ متر و در بلندترین نقطه ۱۹۱۸ متر
9. هیلله ۱۸۵۰ متر

## کوه‌های جنوبی
در محدودهٔ شهرستان‌های میانه و چاراویماق قرار گرفته‌است.
1. زربوو(قبله)داغی ۳۲۰۶ متر
2. اوکوز اولن داغی ۲۸۹۶ متر
3. اربت‌داغ ۲۸۴۳ متر
4. قانلی قجر ۲۸۴۰ متر
5. خالا‌اوجاقی ۲۸۳۰ متر
6. گل دامن ۲۷۴۵ متر
7. اوچ مازو ۲۴۸۸ متر
8. اکوزداغ ۲۴۱۳ متر
9. قافلانکوه ۱۸۸۰ متر

## کوه‌های غربی

### میشوداغ
در جنوب شهرستان مرند و شمال شهرستان شبستر واقع شده‌است.
1. علی علمدار ۳۱۳۱ متر
2. گوی زنگی ۳۰۷۶ متر
3. قاریاتان ۲۹۷۸ متر
4. کوسا بابا ( دریان میشو) ۲۹۶۷ متر
5. آغ چشمه(هرو) ۲۹۳۵ متر
6. آغ بابا ۲۹۲۱ متر
7. اوزون یال (تیل داغی) ۲۹۱۱ متر
8. اریش داغی ۲۸۷۹ متر
9. طویل داغی ۲۸۷۴ متر
10. گورگور باشی ( درمسیرش قولاخلی داش) ۲۸۶۴ متر
11. دانا قیران ۲۸۵۱ متر
12. میشوداغی(فلک) ۲۸۴۷ متر
13. زیل داغی (شانجان) ۲۷۹۹ متر
14. هوود ۲۷۹۳ متر
15. قولاخلی داش ۲۷۵۵ متر
16. سققل توتان ۲۶۸۳ متر
17. قره‌بلله ۲۵۷۰ متر
18. اویوخ داغی ۲۶۳۹ متر
19. چهرگان داغی ۲۵۳۸ متر
20. مشنق ۲۴۶۸ متر
21. اصلان داغی ( امستجان ) ۲۴۵۰ متر
22. قازان داغی ۲۴۳۳ متر
23. آت اوچان ۲۴۱۲ متر

### جزیره اسلامی
در محدودهٔ شهرستان اسکو قرار گرفته‌است.
1. چُپوقلو یا داش داغی ۲۱۷۶ متر
2. مجنون داغی ۲۱۱۶ متر
3. قورد اینی ۲۰۳۹ متر
4. هلاکوخان(قلعه داغی) ۲۰۳۸ متر
5. ساری قانلی ۲۰۱۷ متر
6. گیردکانلی ۱۹۸۵ متر
7. گل باشی ۱۹۶۲ متر
8. طاخچالی(کسو) ۱۹۶۵ متر
9. هامون ( گمیچی) ۱۹۵۷ متر
10. گمیچی گدیکی ۱۹۴۵ متر
11. داش کسن ۱۹۰۳ متر
12. توربین داغی(داشی) ۱۴۵۳ متر ارتفاع دیواره ۸۵ متر

== منابع 
- https://www.wikiloc.com/wikiloc/user.do?id=1108259&utm_medium=app&utm_campaign=share&utm_source=1108259
- https://web.archive.org/web/20150910173224/http://www.tabrizmount.com/aboutaz.aspx
- http://www.citypedia.ir/کوهستان-های-آذربایجان-شرقی/
- نقشهٔ عمومی استان آذربایجان شرقی، سازمان نقشه‌برداری کشور
- اطلس جامع گیتاشناسی، مؤسسهٔ جغرافیایی و کارتوگرافی گیتاشناسی